# توموک
توموک (به ترکی استانبولی: Tömük) شهری است در کشور ترکیه که در استان مرسین واقع شده‌است. جمعیت این شهر بر اساس سرشماری سال ۲۰۰۸ میلادی ۱۱٬۰۱۳ نفر و بر اساس برآوردهای سال ۲۰۰۹ میلادی ۱۱٬۶۴۲ نفر می‌باشد.